# Coulommes-la-Montagne
Coulommes-la-Montagne  là một xã thuộc tỉnh Marne trong vùng Grand Est đông nam nước Pháp. Xã nằm ở khu vực có độ cao trung bình 145 mét trên mực nước biển.